# Чекалов Валерій Євгенович
Валерій Євгенович Чекалов (рос. Валерий Евгеньевич Чекалов; 10 січня 1976, Владивосток — 23 серпня 2023, Куженкіно) — російський найманець (позивний «Ровер»).

## Біографія
З 2008 року жив у Сакт-Петербурзі, був одружений, раніше служив у ВМФ Росії.
Чекалов був старшим заступником голови ПВК «Вагнер» Євгена Пригожина, керував забезпеченням компанії. Він тривалий час займав керівні посади в компанії Пригожина «Конкорд», а також очолював різні підставні компанії, які забезпечували вагнерівців спорядженням. Принаймні з 2020 по 2022 рік Чекалов очолював АТ «Нева», пов'язане з діяльністю ПВК «Вагнер» в Сирії та Лівії. Окрім цього, йому належала петербурзька фірма «Колектив-Сервіс».

### Санкції
26 січня 2018 року США ввели санкції проти компанії «Євро Поліс», частини АТ «Нева», як організації яка контролюється Пригожиним, а також за її роль в інтервенції в Сирію. 13 грудня 2021 року ЄС ввів санкції проти «Євро Поліс» за її роль у «прикритті вагнерівців в Сирії».
20 липня 2023 року США ввели особисті санкції проти Чекалова за постачання зброї і боєприпасів в Росію, що порушує санкції США проти Пригожина.

### Смерть
Загинув в авіакатастрофі Embraer Legacy 600 у Тверській області разом з Пригожиним та співзасновником ПВК «Вагнер» Дмитром Уткіним.